# Matt Sharp
Matt Sharp (22 de setembro de 1969 em Condado de Arlington, Virgínia) é um músico dos Estados Unidos. Foi o primeiro baixista do Weezer, teve também sua banda própria, The Rentals e também gravou dois álbuns solo:
- Puckett's versus The Country Boy lançado em 2003
- Matt Sharp lançado em 2004.

Foi um dos membros fundadores do Weezer em 1992. Depois do sucesso do primeiro álbum da banda, fundou o The Rentals em 1994, que lançou seu álbum de estreia no ano seguinte. Acabou saindo do grupo em fevereiro de 1998, depois do lançamento do segundo álbum da banda, Pinkerton.
The Rental lançou seu segundo álbum, Seven More Minutes, em 1999. Mesmo com os crítica gostando, o álbum não foi tão bem sucedido como o primeiro álbum; terminaram no mesmo ano.
Depois de um hiato de quatro anos, Sharp retornou a cena musical com uma turnê acústica em 2002 com o guitarrista Greg Brown. Sharp continuou sua turnê em 2004-2005 com a banda Goldenboy.
Em 2007, Matt Sharp reuniu a banda The Rentals novamente e lançou o EP The Last Little Life EP. Ainda com a banda, em 2009, prossegue com um projeto musical chamado Songs About Time.